# Warndon
 (septembre 2023).
Warndon est une paroisse civile du Worcestershire, en Angleterre.